# Adelino Magalhães
Adelino Magalhães (Niterói, 1887 – Rio de Janeiro, 1969) è stato uno scrittore brasiliano, considerato uno dei più importanti scrittori brasiliani impressionisti, insieme a Graça Aranha e Raul Pompeia.

## Biografia
Adelino Magalhães nacque a Niterói, nel 1887. La sua carriera di studi incluse, tra il 1902 e il 1905 la frequentazione dell'Istituto Spencer, a Ipanema e poi dal 1906, della facoltà di medicina all'Università federale di Rio de Janeiro.
Contemporaneamente agli studi, si dedicò all'insegnamento, incominciando dal Colégio Batista a Rio de Janeiro.
Negli stessi anni si interessò alla letteratura, dirigendo, tra il 1911 e il 1912 il settimanale O Estado, di Barra Mansa, e si laureò in giurisprudenza nel 1914.
L'anno seguente ricevette la carica di professore della scuola Sousa Aguiar, dove ha insegnato storia e geografia.
Nel 1916 esordì con il libro di prose Casos e Impressões, contraddistinto dalla tecnica del monologo interiore e dallo sdoppiamento della personalità in allucinazioni e immagini drammatiche; l'anno seguente diventò membro dell'Accademia Fluminense de Letras come socio fondatore.
Lo stesso stile utilizzò per Visões, Lendas e Perfis (1918), incentrate su riflessioni, inquietudini, quesiti, avvolte nella nostalgia per una fede sicura e in attesa dell'occasione di diventare un personaggio profetico.
Nel 1921 cofondò a Rio de Janeiro il "Centro de Cultura Brasileira", che per anni guiderà l'ambiente artistico, culturale e civico, grazie a numerose iniziative, quali conferenze e corsi di studio.
Il volume Tumulto da Vida fu basato su racconti fantastici strutturati da ritmi cinematografici, invece in Inquietude Magalhães ricercò nuovi equilibri, anche se in Hora Veloz (1926) abbracciò toni pessimistici e atmosfere surrealistiche.
L'ansia, l'inquietudine si attenuarono nella "prosa cantante" di Os Momentos (1928).
Il 24 novembre 1931 sposò Carioca Dona Nair Fernandes, con la quale ebbe un figlio, Luís Augusto, nato nel 1932 e futuro medico.
Gli scritti successivi riguardarono tematiche storiche, artistiche, letterarie, oltre che di attualità, tra i quali si possono menzionare Os Marcos da Emoção (1937), Iris (1937), Plenitude (1939),  Quebra-luz (1946) e le Obras completas (1946).
Nel 1951 iniziò a dirigere la scuola Amaro Cavalcanti e, dopo più di trentasette anni di servizio, concluse la sua carriera di insegnante municipale.
Dieci anni dopo, nel 1961, il governo Fluminense istituì diversi premi letterari, tra cui uno dedicato ad Adelino Magalhães.
Adelino Magalhães morì nel 1969, a Rio de Janeiro.
La critica letteraria ha avuto qualche problema ad inquadrare i lavori di Magalhães, anticipatori del surrealismo, preparatori del modernismo, dopo che l'autore alle iniziali aderenze con il Romanticismo, ben presto si impegnò in un cammino di rinnovamento
La sua prosa è caratterizzata da narrazioni asciutte e libere dalle regole formali, influenzate dal Futurismo, dalle "parole in libertà", che oscillano talvolta tra la violenza tragica e quella naturalistica, ma sempre mediate da spazi e tempi illusori, onirici e allucinatori, che ebbero una notevole influenza sugli scrittori delle generazioni successive.

## Opere principali
- Casos e Impressões, 1916;
- Visões, Lendas e Perfis, 1918;
- Tumulto da Vida, 1922;
- Inquietude, 1924;
- Hora Veloz, 1926;
- Os Momentos, 1928;
- Os Marcos da Emoção, 1937;
- Iris, 1937;
- Plenitude, 1939;
- Quebra-luz, 1946;
- Obras completas, 1946.